# Айтбай
Айтба́й (каз. Айтбай) — село у складі Амангельдинського району Костанайської області Казахстану. Входить до складу Кумкешуського сільського округу.
Населення — 42 особи (2021; 88 у 2009, 0 у 1999, 193 у 1989).